# Авдеев, Борис Николаевич
Бори́с Никола́евич Авде́ев (14 декабря 1934, Ярославль — 7 октября 2000, Москва) — русский живописец. Член Московского Союза художников с 1990 года.

## Биография
Борис Авдеев родился в 1934 году в Ярославле, куда родители за год до этого переехали из Москвы. Отец — Николай Николаевич Авдеев — кадровый военный — артиллерист. Мать — Александра Ивановна, урождённая Калашникова, — врач. Остались её воспоминания об аресте мужа и о поездке с Борисом к нему в Караганду во время войны. Дед — активный участник революционного движения, историк Н. Н. Авдеев.
Детство провёл в Рыбинске, где учился живописи в кружке художника Соколова. В 13 лет поступает в Московскую художественную школу, в интернате которого и жил до её окончания в 1954 году. В дополнение к аттестату Борис Авдеев получает удостоверение Комитета по делам искусств на право поступления в Высшие художественные заведения СССР, но, как он пишет в своих неопубликованных воспоминаниях, его, как сына врага народа, не допускают до экзаменов ни в одном из художественных ВУЗов (Институт имени Репина, Таллинский институт), в которые он пытался подать документы. По настоянию отца он поступает на математическое отделение дефектологического факультета МГПИ, которое окончил в 1959 году. И во время учёбы и позднее, работая в ИНЭУМе, где в 1968 он защитил диссертацию и получил степень кандидата технических наук, Борис Авдеев продолжает создавать новые художественные произведения. Он так и работает в различных НИИ Москвы до конца 80-х годов. В 1990 году вступает в Московский Союз художников. Его картина «Дети» появляется на первой странице газеты «Московский художник». Его работы начинают покупать музеи и частные лица. Две картины приобретает Министерство культуры СССР для Русского музея. Последние годы жизни вплоть до смерти в 2000 году занимается только творчеством.
Похоронен рядом с дедом — историком Н. Н. Авдеевым — на Новодевичьем кладбище
.

Картины художника находятся в Русском музее, Рыбинском музее, музеях Болгарии и Чехии, в частных коллекциях Германии, Израиля, Польши, США и Франции.

## Этапы творчества
До 1955 года пишет учебные и реалистические работы, например «Дворик»(1944), «Пристань в Рыбинске» (1954), «Осень» (1955). В 1955 году создаёт картину «Танец», написанную экспрессивными яркими мазками. До середины 1970-х годов исполняет работы близкие по направлению к символизму. Например, «Одна»(1960), «В тишине гор»(1961), «Наездница» (начало 70-х). Одновременно со второй половины 60-х он снова пишет работы экспрессивного стиля, используя яркие, насыщенные, густые мазки. Например, «Женщина и подрамник»(1966), «Плачущая»(1969), «Играющая с мячом»(1970). В 1968 году он пишет первую большую многоплановую работу — полиэкран: «Фантазия. Толпа»(200х200 см.). Таких полиэкранов за свою жизнь он создаёт около двадцати. Например, «Пейзажи Архангельской области» (1974), «Лесная легенда»(1990).
С середины 1970-х годов появляются его более привязанные к натуре работы:
пейзажи«Дальний поход»(1980), «Северное озеро»(1987), «Вечер на озере»(1995)…,
интерьеры, в которых он пытается изобразить замкнутое пространство цветовыми средствами«Комната сына» (1976), «Мастерская скульптора»(1983), «В храме» (2000)…
натюрморты«Натюрморт со свечами»(1983), «Осеннее окно»(1994)…,
городские сцены«Сентябрь в Москве» (1993), «Старый город» (2000)…
Все эти годы, начиная со школы и кончая последним годом жизни, он пишет маслом этюды с натуры.

## Галерея

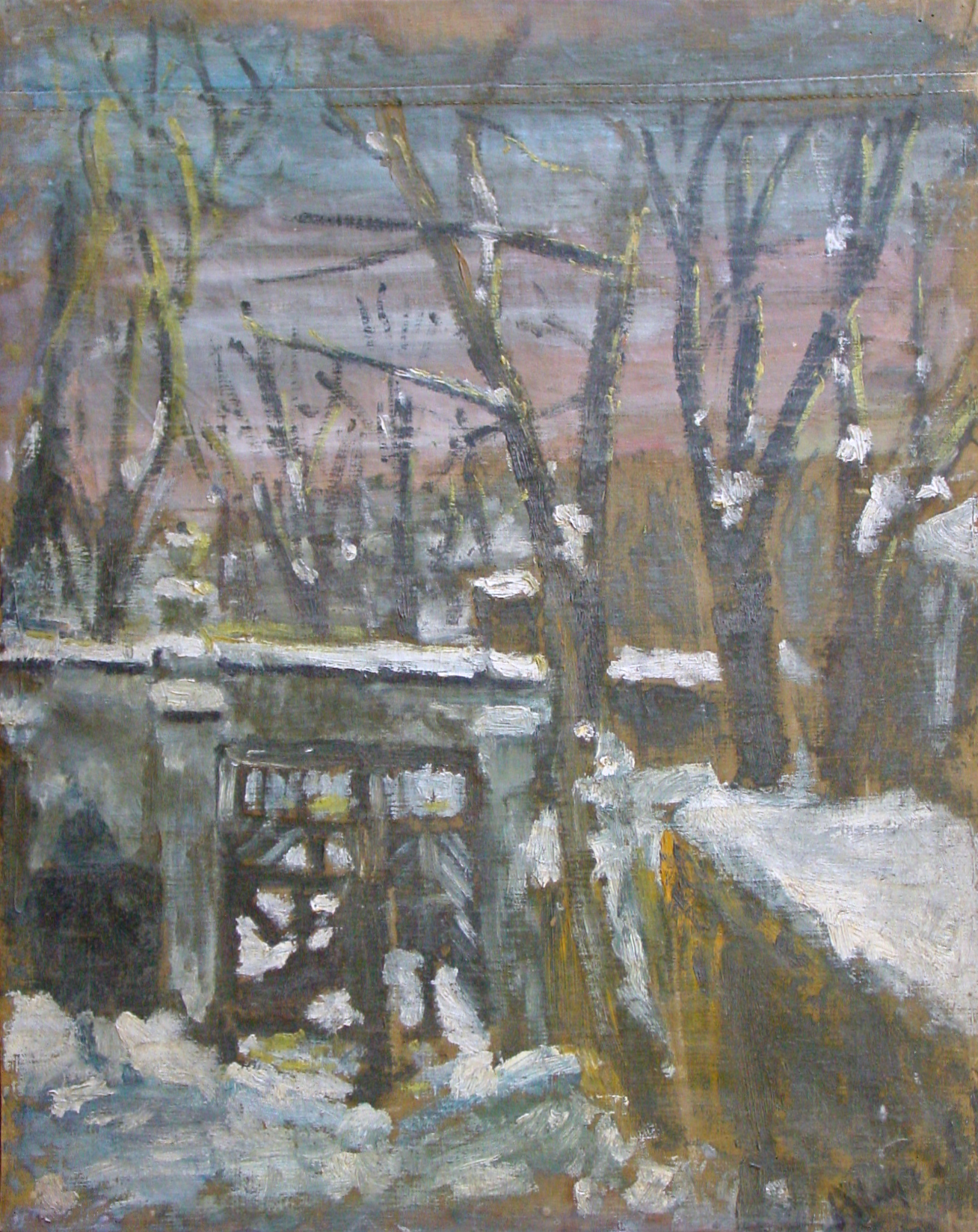
Дворик. Холст, масло. 60х48. 1945-1946
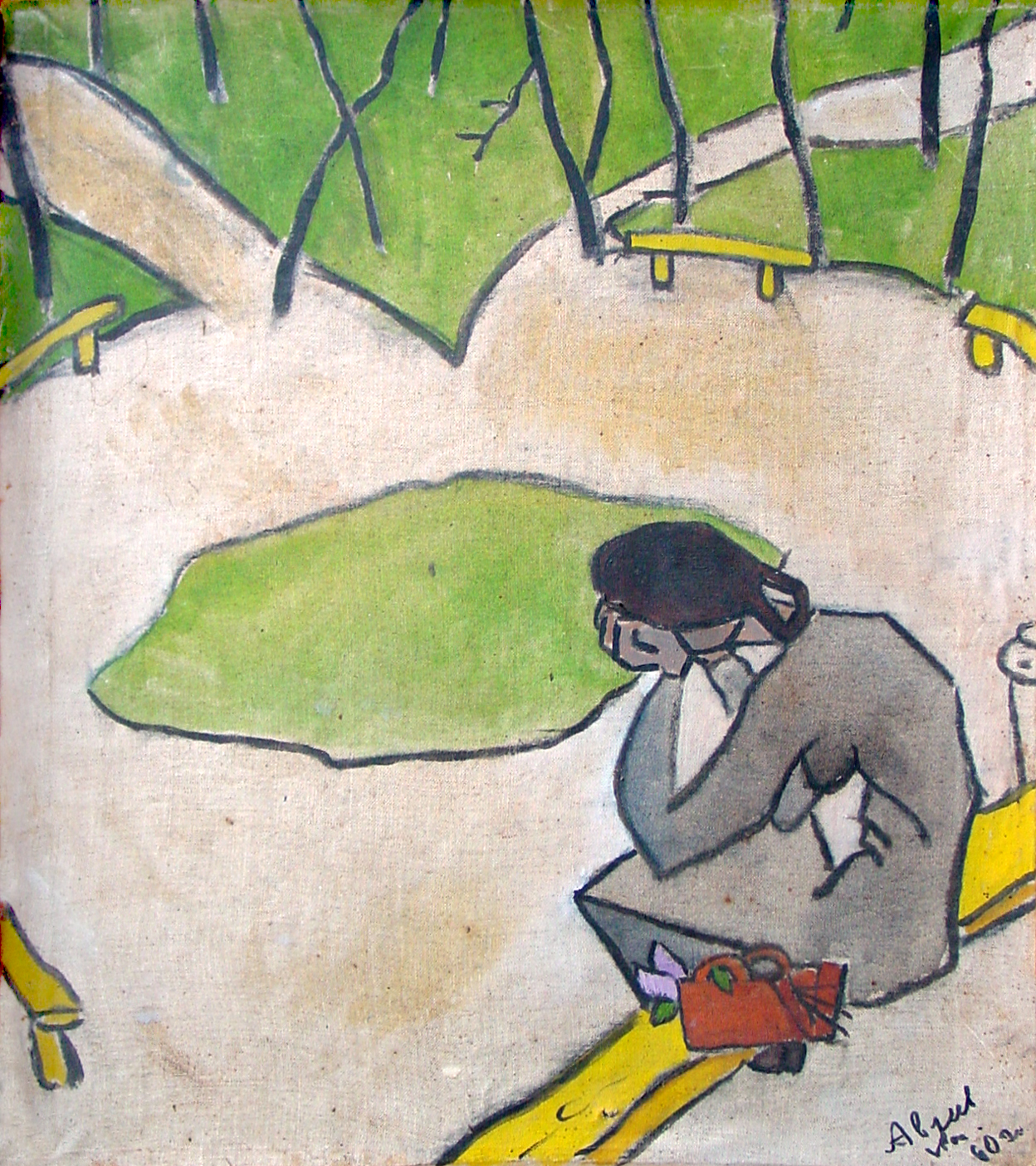
Одна. Холст, масло. 40х33. 1962
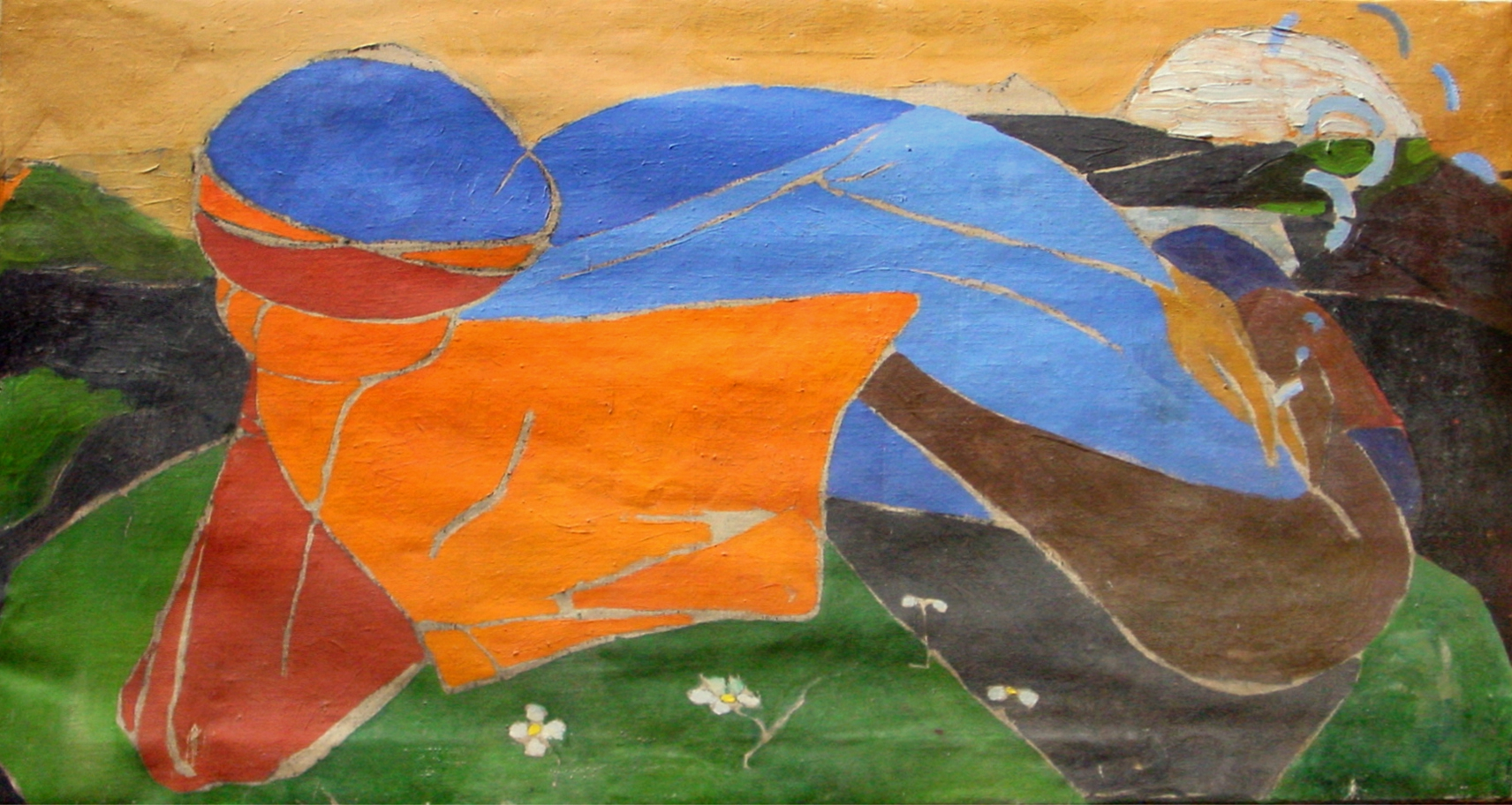
В тишине гор. Холст, масло. 54х100. 1961
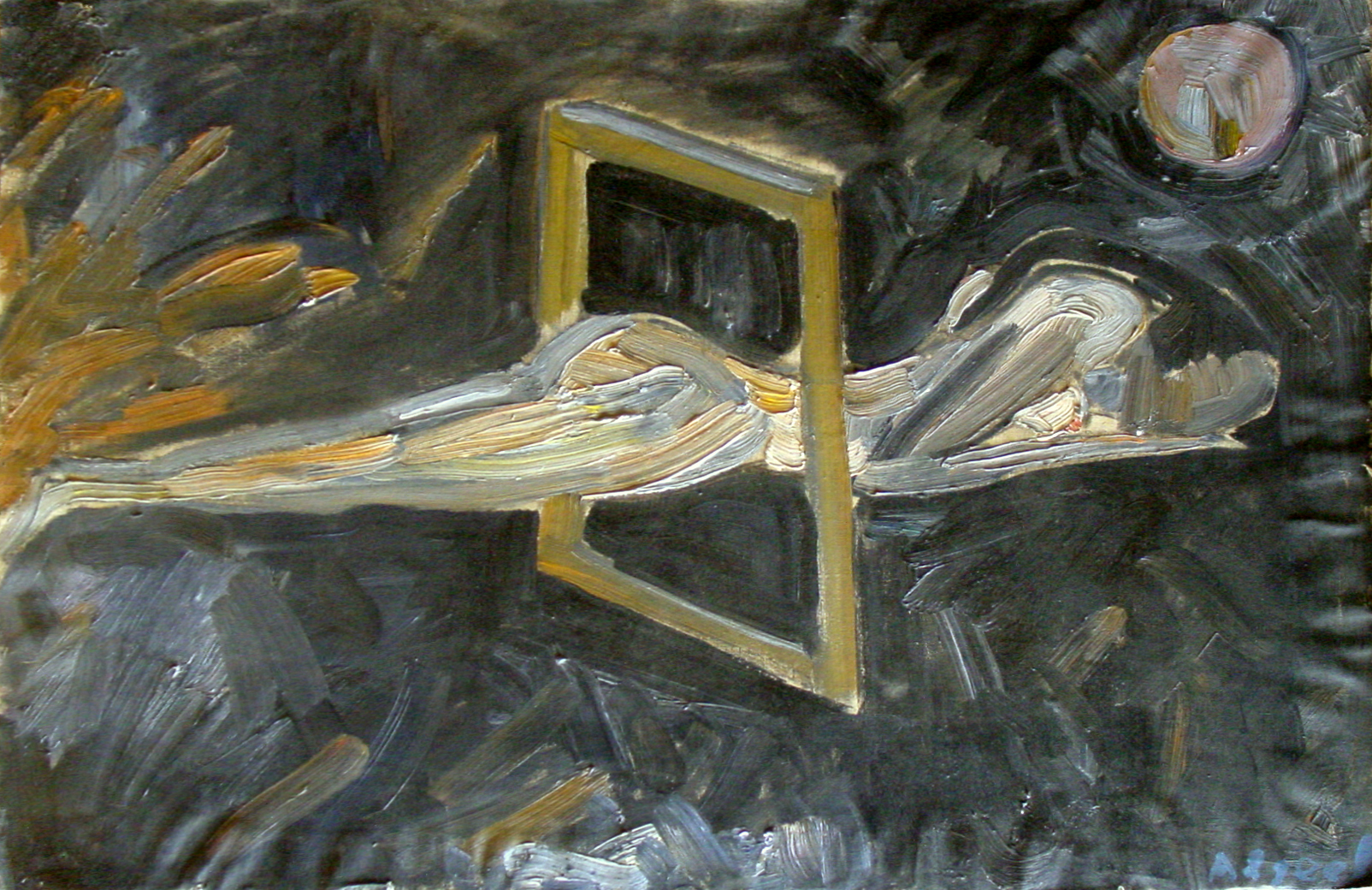
Женщина и подрамник. Холст, масло. 56х79. 1966
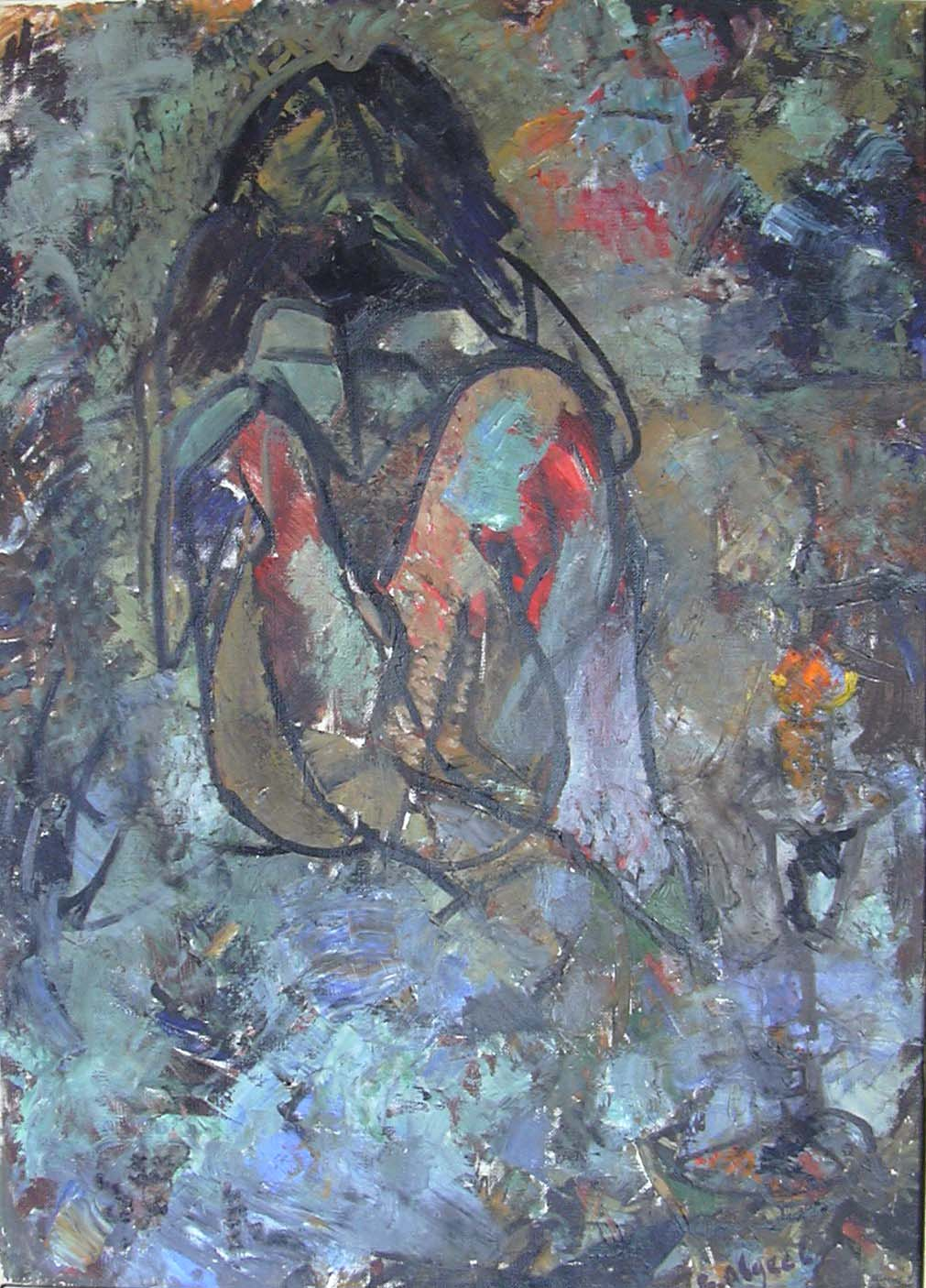
Плачущая. Холст, масло. 87х63. 1969
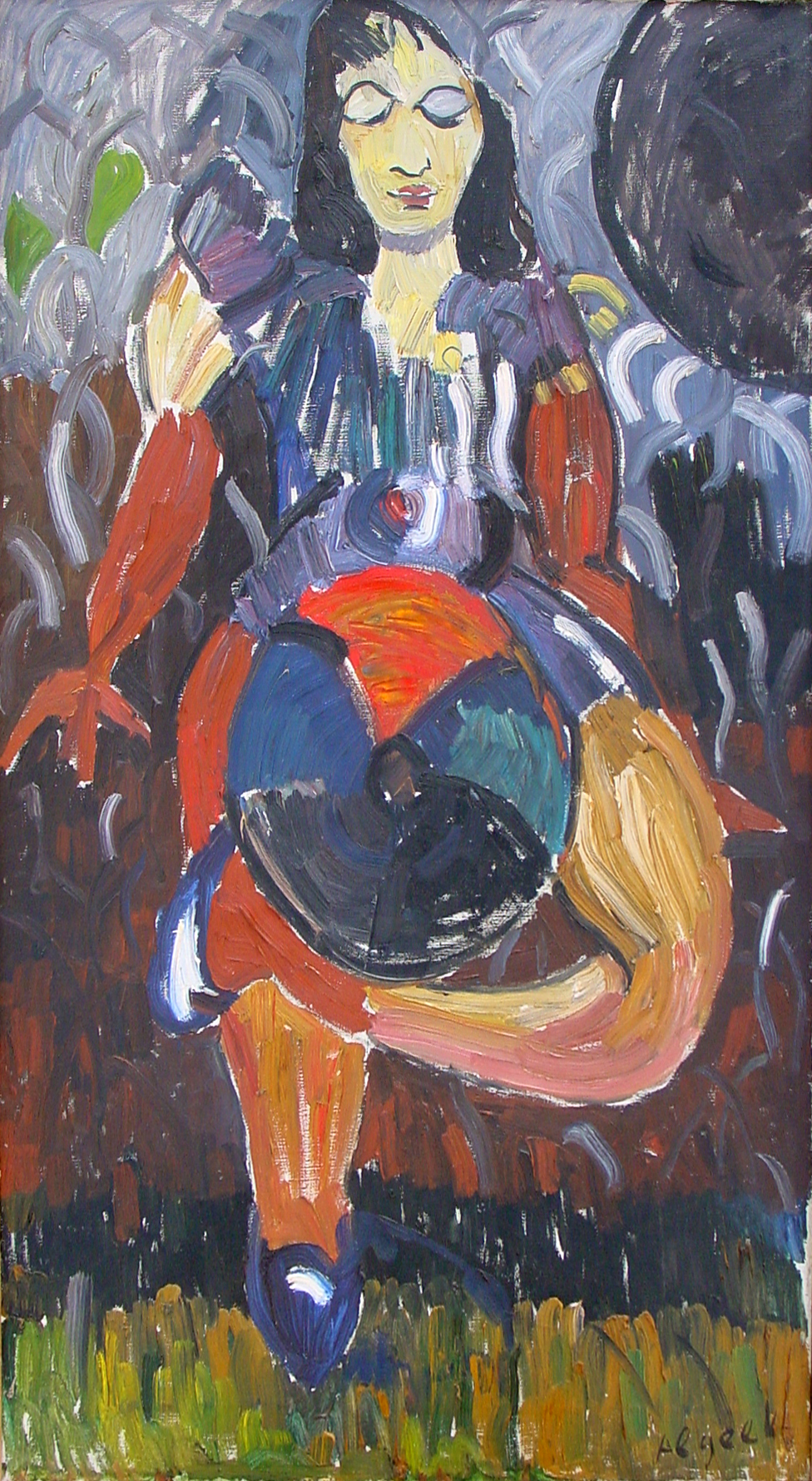
Играющая с мячом. Холст, масло. 120х70. 1970
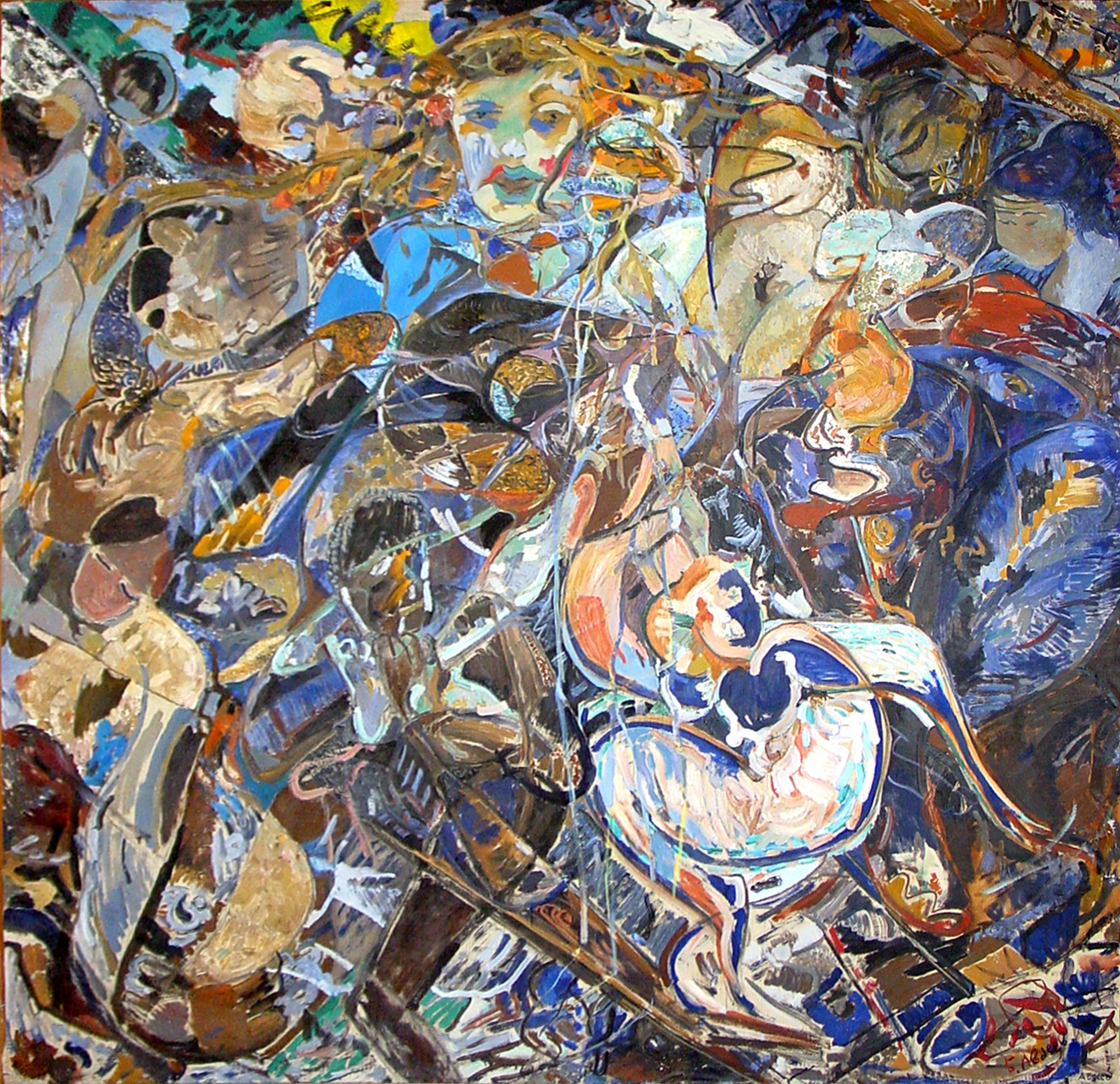
Фантазия (толпа). Холст, масло. 200х200. 1968
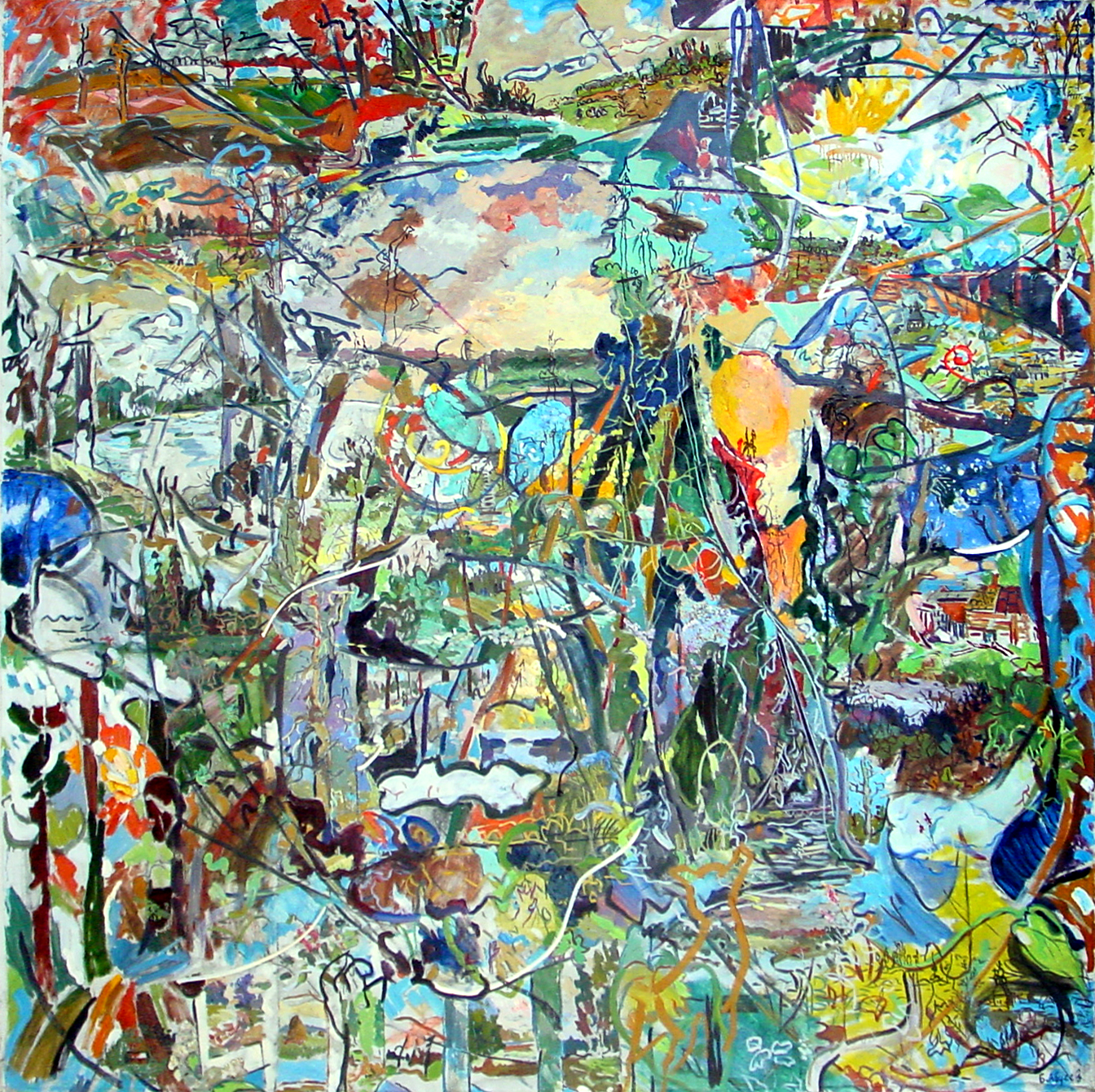
Пейзажи Архангельской обл. Холст, масло. 184х178. 1974
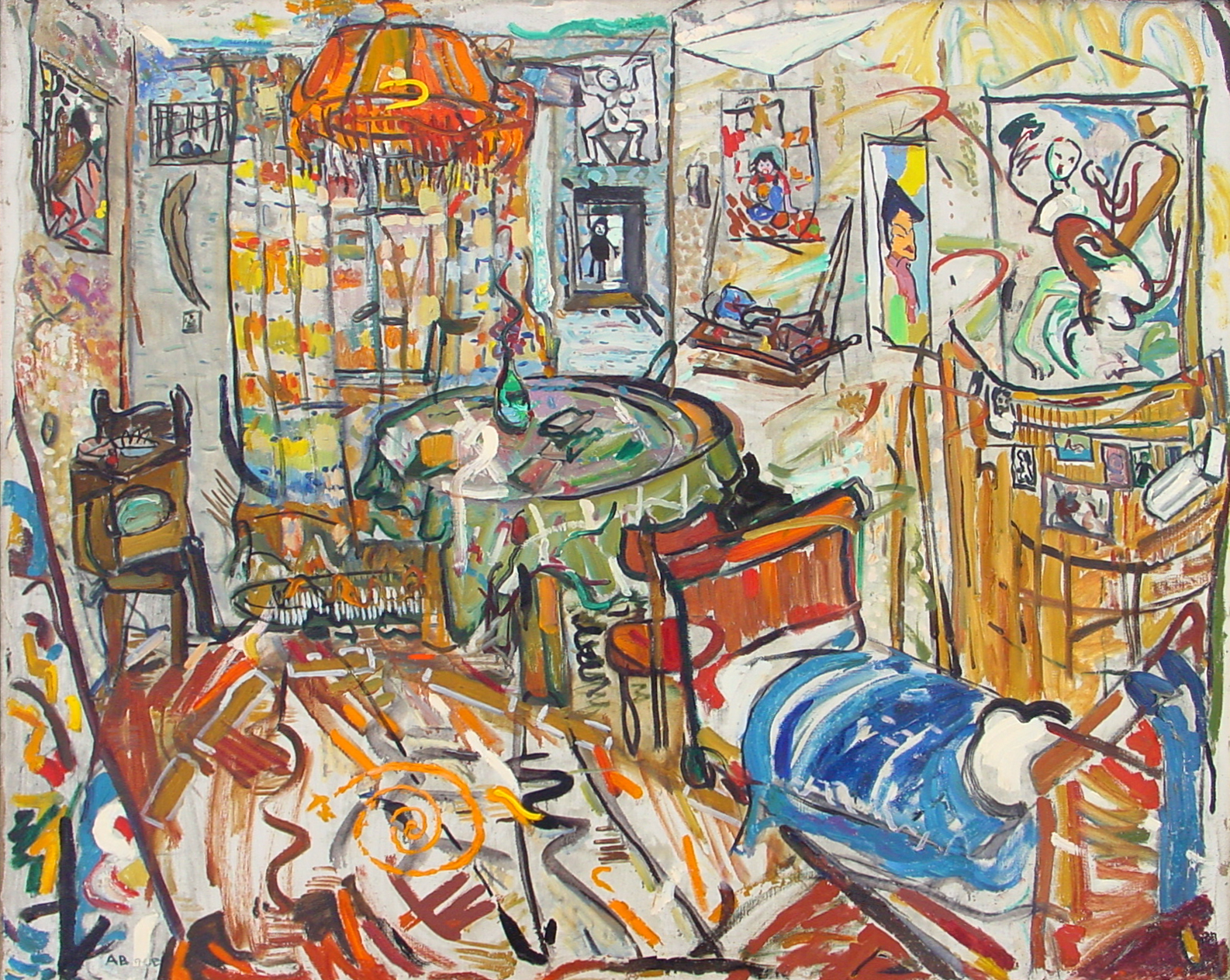
Комната сына. Холст, масло. 97х120. 1976
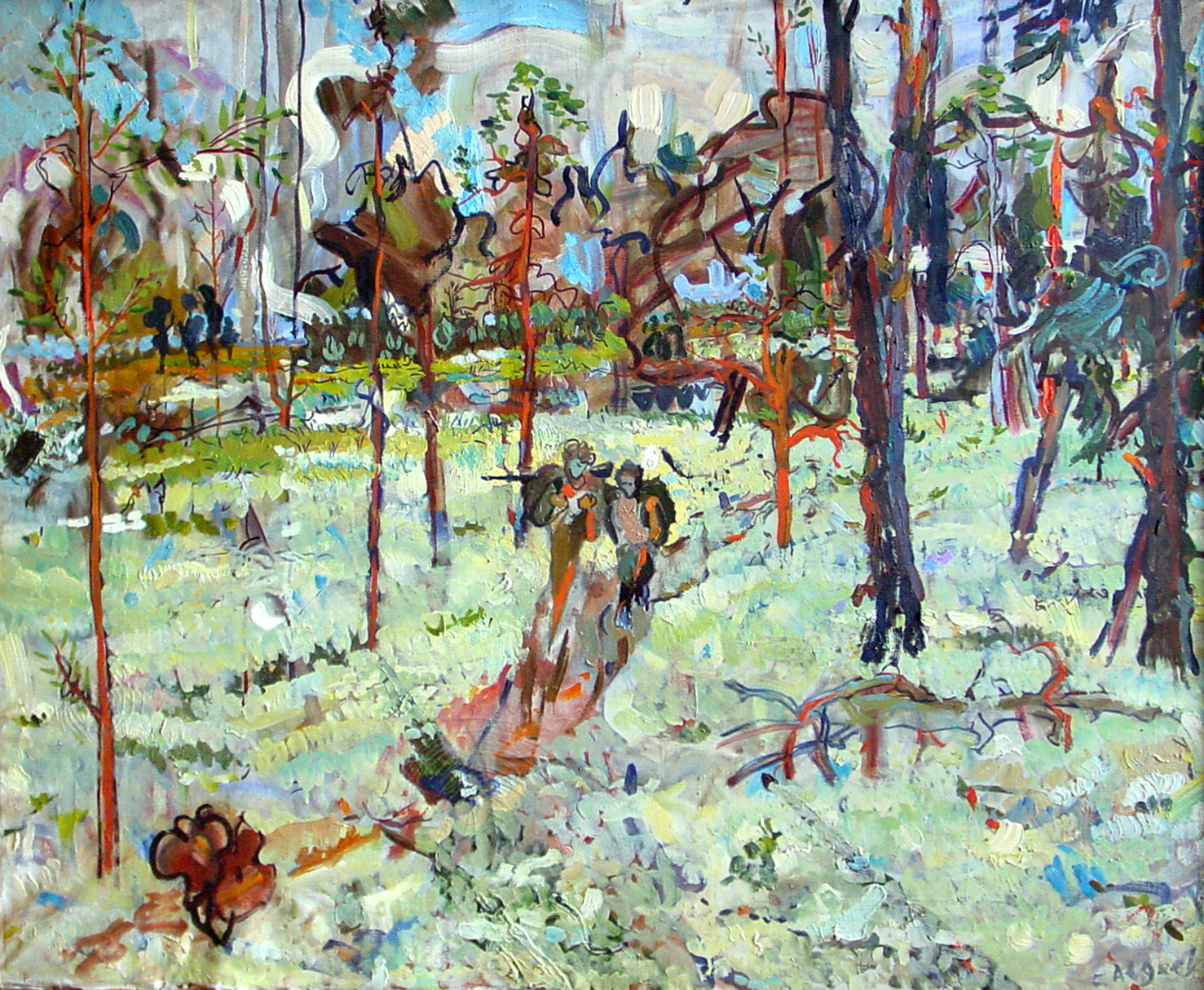
Дальний поход. Холст, масло. 80х100. 1980
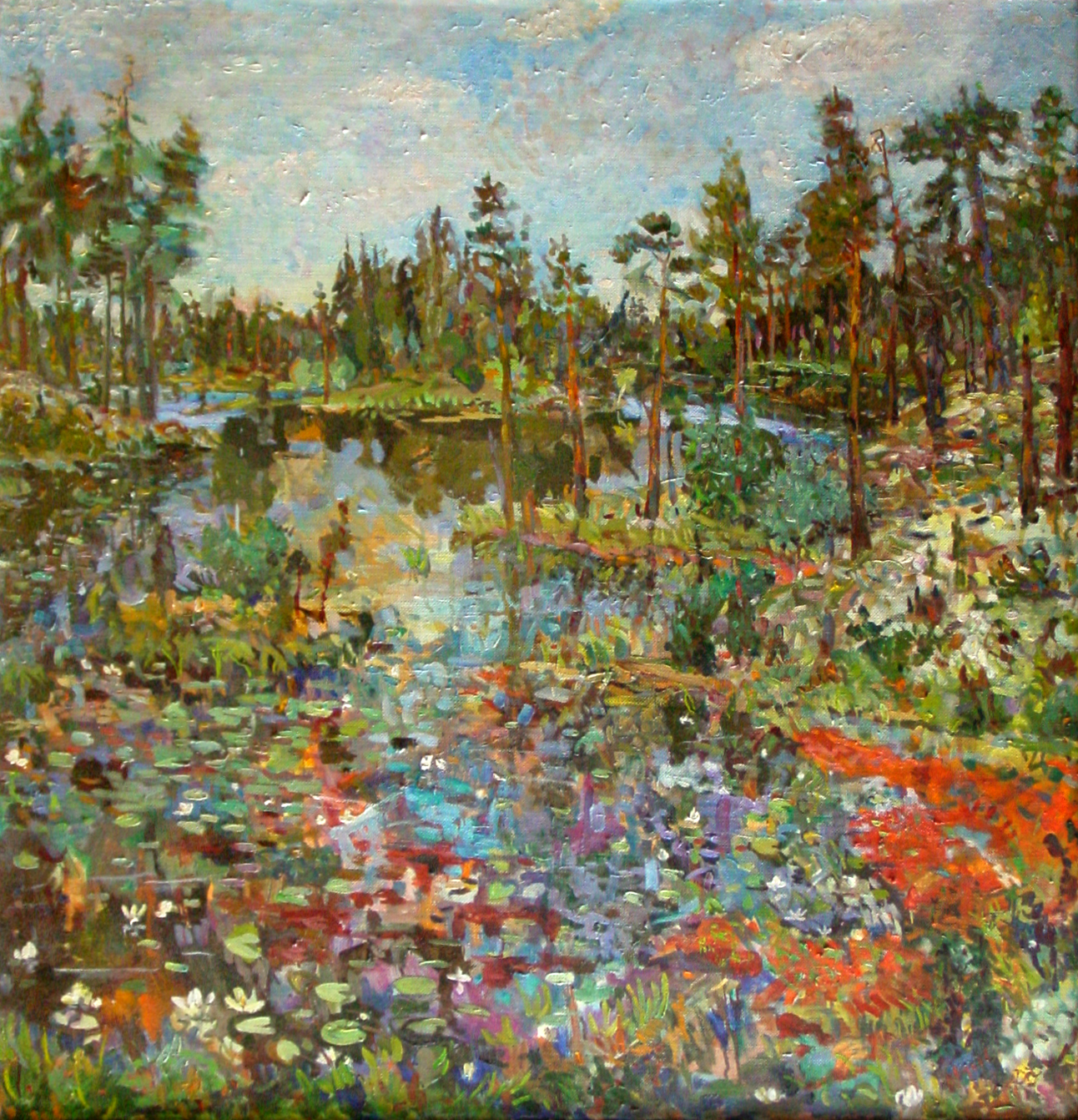
Северное озеро. Холст, масло. 100х90. 1987
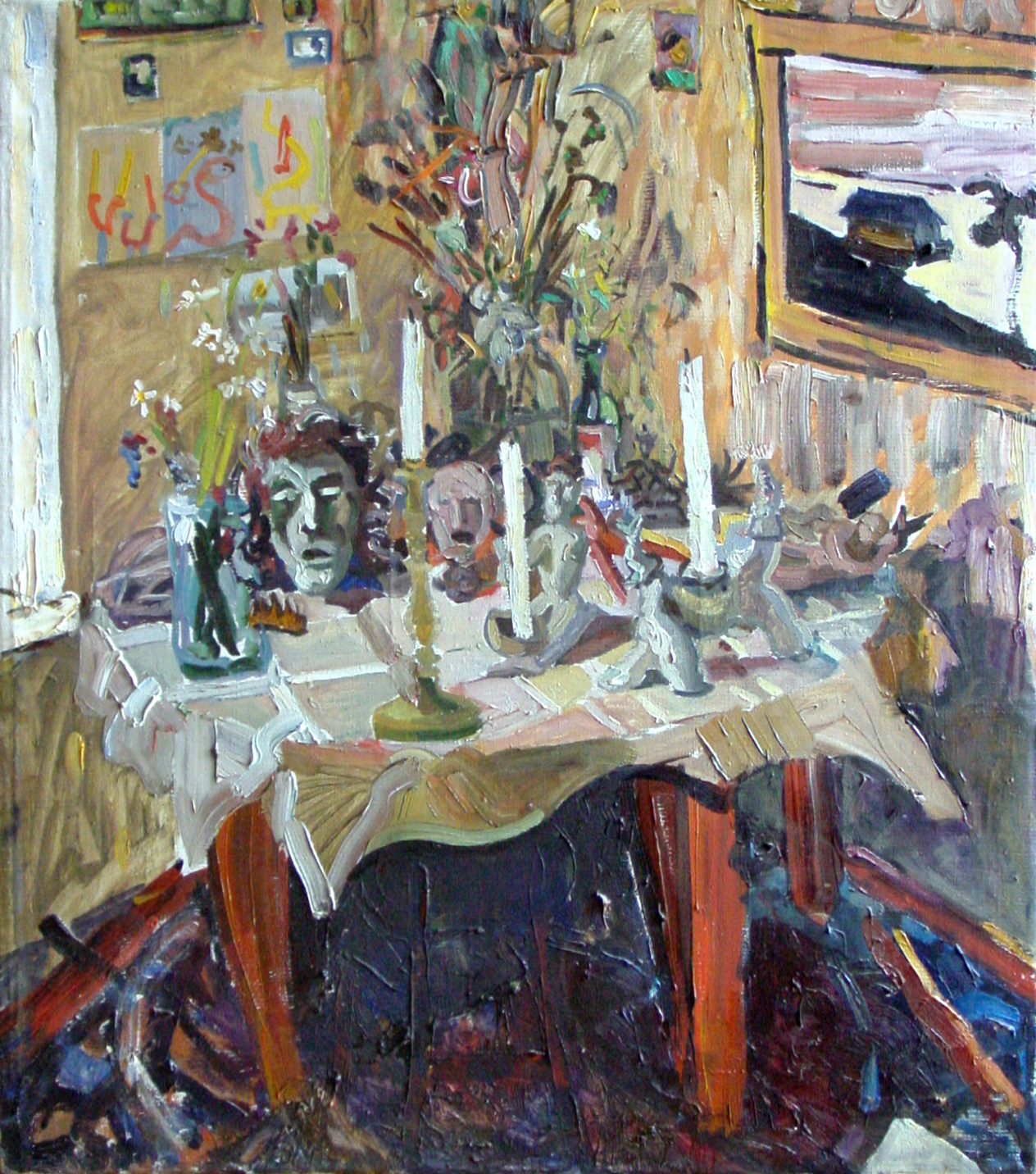
Натюрморт со свечами. Холст, масло. 80х70. 1983
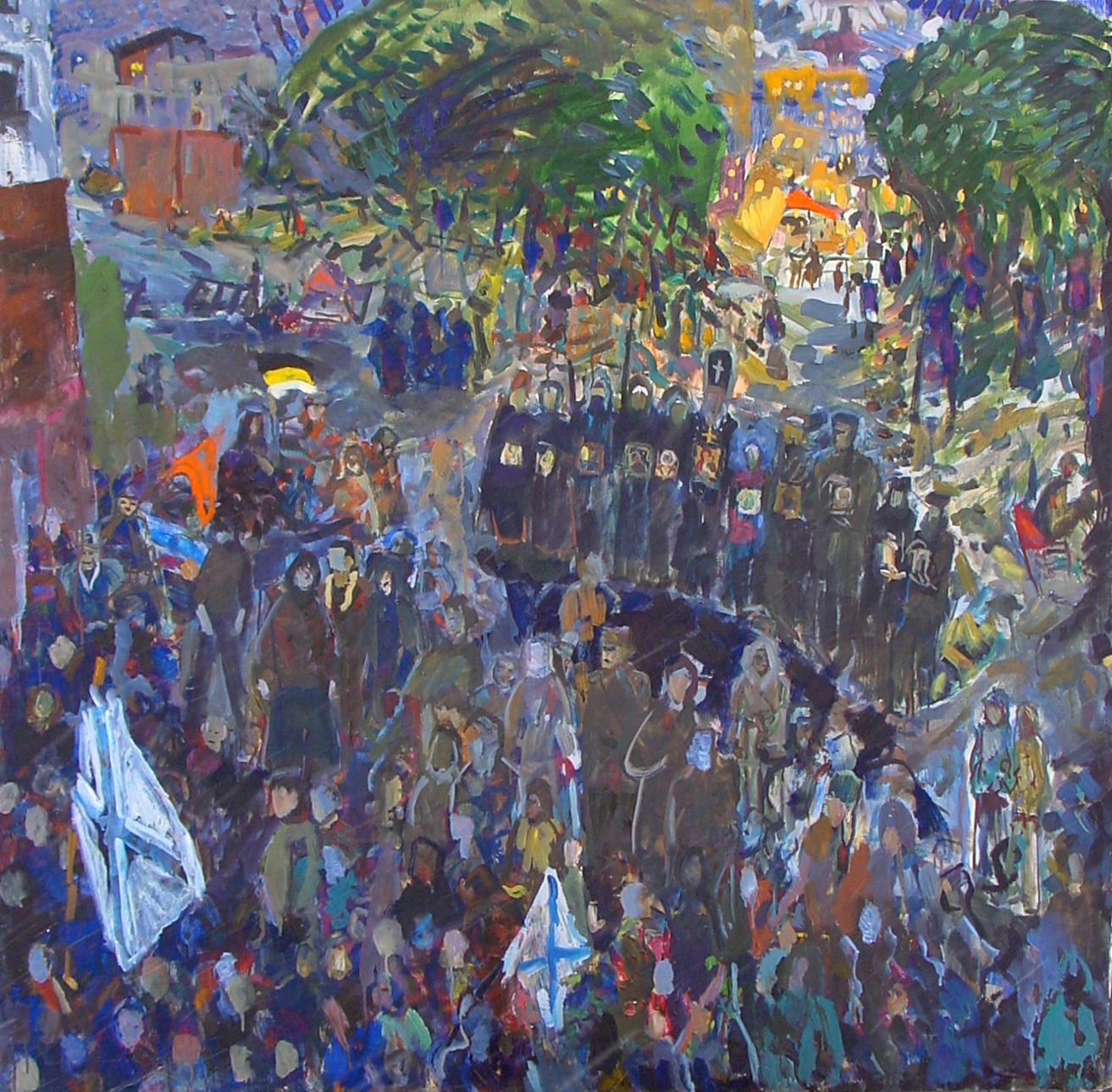
Сентябрь в Москве. Холст, масло. 120х120. 1993
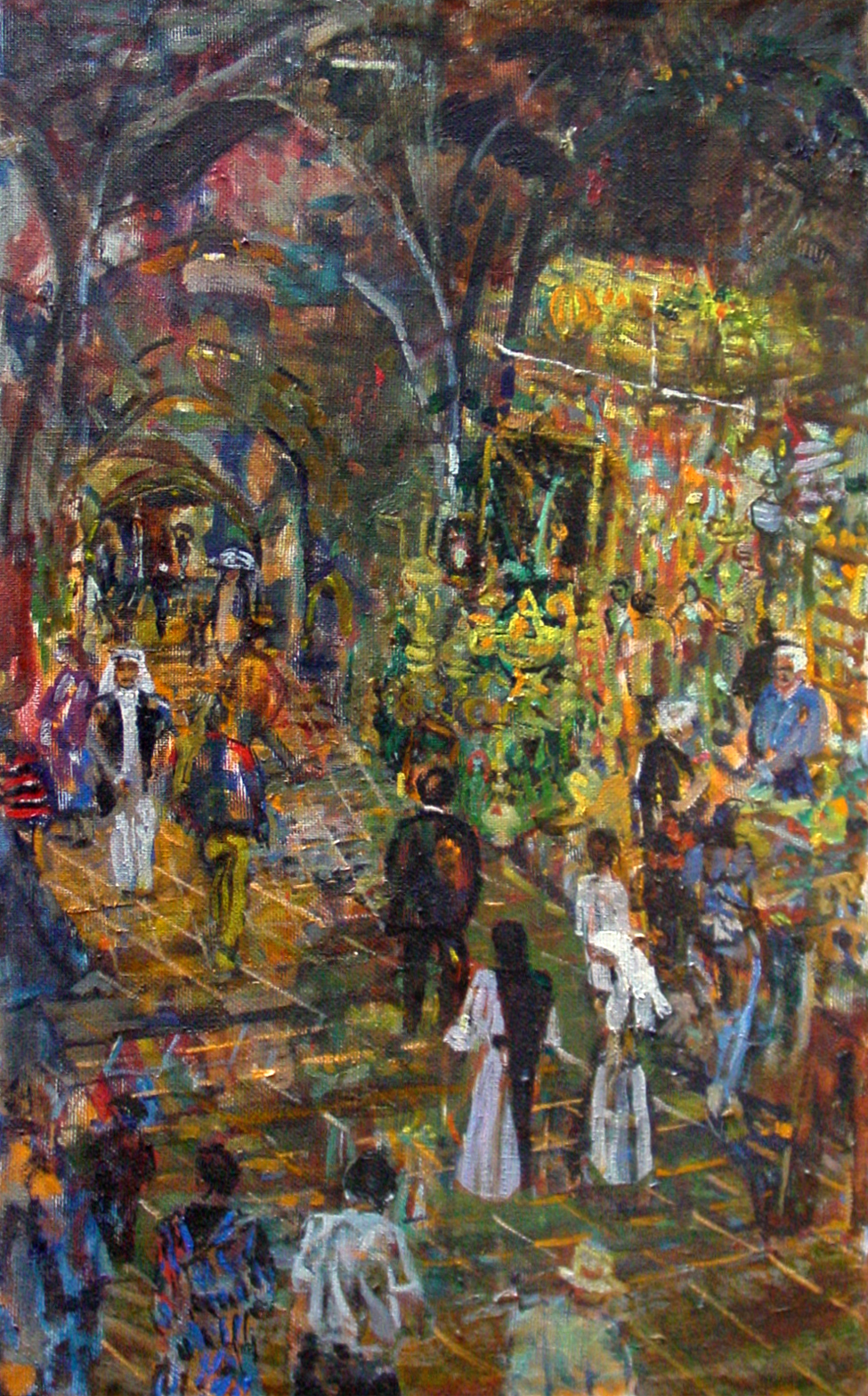
Старый город. Холст, масло. 88х51. 2000

## Выставки

### Неофициальные выставки
- 1972 — Персональная выставка на поляне под открытым небом на дачном участке друзей (станция Челюскинская Ярославского направления).
- 1976—1977 — Квартирные выставки, как персональные в собственной квартире, так и совместные с другими художниками.

### Участие в официальных выставках
- 1975 — Выставка в Доме культуры ВДНХ.
- 1978—1983 — Весенние и осенние выставки горкома графики (секция живописи).
- 1982—1997 — Весенние и осенние выставки МСХа.
- 1988 — «INTERART-88», Польша.
- 1988 — «ARS SOVIETICA», Хельсинки.
- 1992 — 8-я выставка русских художников в Манеже.
- 1994 — 1-я передвижная выставка «Шедевры современного искусства», Москва.
- 1997 — Всероссийская выставка «850 лет Москве», ЦДХ.
- 1998 — «20 веков от Р. Х.», Москва.

### Посмертные персональные выставки
- 2002 — ЦДХ.
- 2003 — Рыбинский музей-заповедник.
- 2004 — ЦДХ.
- 2004 — К 70-летию со дня рождения, галерея Товарищества живописцев МСХа.
- 2009 — К 75-летию со дня рождения, ЦДХ.
- 2024 — Пространство воспоминаний. К 90-летию со дня рождения, Рыбинский музей-заповедник.

## Сочинения
- Авдеев Б. Н. Решение распределительной задачи методом сокращения навязок // Ин-т электронных управляющих машин : автореферат диссертации на соискание ученой степени кандидата технических наук. — Москва, 1969.

- Авдеев Н. Н. Котелок с зерном. Часть первая. // Лик войны: молодежь в русской контрреволюции. — М.: «Евразия+», 2002. — С. 255 – 307. — 400 с. — 1000 экз. — ISBN 5934940678, ББК 84,42.

- «Весенняя» на Кузнецком // Московский художник : газета. — Москва, 1992. — № 20(1404). — С. 1.